# Пятибратская
Пятибратская — река на полуострове Камчатка в России.
Длина реки — 71 км. Площадь водосборного бассейна — 712 км². Протекает по территории Тигильского района Камчатского края. Впадает в Охотское море.

## Притоки
- Южный Ичкавэем[3] (лв)
- Приморский[3] (пр)
- Пятибратский[3] (пр)
- Какытвэем[3] (пр)
- Тамаываям[3] (пр)
- Панараваям[3] (пр)
- Тгнвеэм[4] (лв)
- Вуйвральын[5] (лв)
- Лесной[5] (пр)
- Ветвистый (пр)[5][6]
- Скалистый[6] (пр)
- Атванвикеваям[6] (пр)
- Гряда[6] (лв)
- Грибной[7] (лв)
- Итопуянваям[7] (лв)

## Данные водного реестра
По данным государственного водного реестра России относится к Анадыро-Колымскому бассейновому округу.
Код объекта в государственном водном реестре — 19080000112120000037218.